# Jonas Bergh
Nils Olof Jonas Bergh, född 23 juli 1969 i Landskrona, död 25 maj 2020 i Limhamns distrikt i Malmö, var en svensk författare och skrivpedagog.
Bergh utgav 17 böcker. Här märks särskilt den så kallade Landskronatrilogin, tre fristående romaner om marginaliserade människor från Landskrona. Trilogin innehåller förutom På väg till Charlotta Anderson, utgiven 2013 på Förlag Waterglobe Productions,  böckerna Och fortsätta vidare bort, utgiven på Wahlström & Widstrand 2004, och En sång för Sonny och Karola på samma förlag 2005.  
Bergh gav ut fyra böcker med fotografen Thomas H Johnsson med Landskrona som utgångspunkt. Han skrev även noveller som samlades i Till Killor with love och som beskriver skuggsidans människor i Malmö, Lund och på Österlen. 2012 deckardebuterade Bergh med Mord influerad av den danske författaren Dan Turèll.
2001 placerade Bergh sig som sjua i Poetry-slam SM och tvåa i lag.  